# اوهیرا، میاگی
اوهیرا، میاگی (به لاتین: Ōhira, Miyagi) یک منطقهٔ مسکونی در ژاپن است که در Kurokawa District واقع شده‌است. اوهیرا ۶۰٫۱۹ کیلومترمربع مساحت و ۵٬۵۶۵ نفر جمعیت دارد.